# William Gifford Palgrave
William Gifford Palgrave (Westminster, 24 de gener de 1826 - Montevideo, 30 de setembre de 1888) va ser un sacerdot, soldat, viatger i arabista anglès.

## Biografia

### Primers anys i educació
Palgrave va néixer a Westminster. Era fill de Sir Francis Palgrave (nascut jueu i convertit a l'anglicanisme) i d'Elizabeth Turner, filla del banquer Dawson Turner. Els seus germans eren Francis Turner Palgrave, Inglis Palgrave i Reginald Palgrave. Va ser educat a la Charterhouse School, situada llavors prop de Smithfield, i sota la direcció del Dr. Saunders, després degà de Peterborough. Entre d'altres honors, va guanyar la medalla d'or de l'escola per a vers clàssic i va anar al Trinity College d'Oxford, on va obtenir una beca i es va graduar en Literatura de priemra classe i en Matemàtiques de segona, 1846.

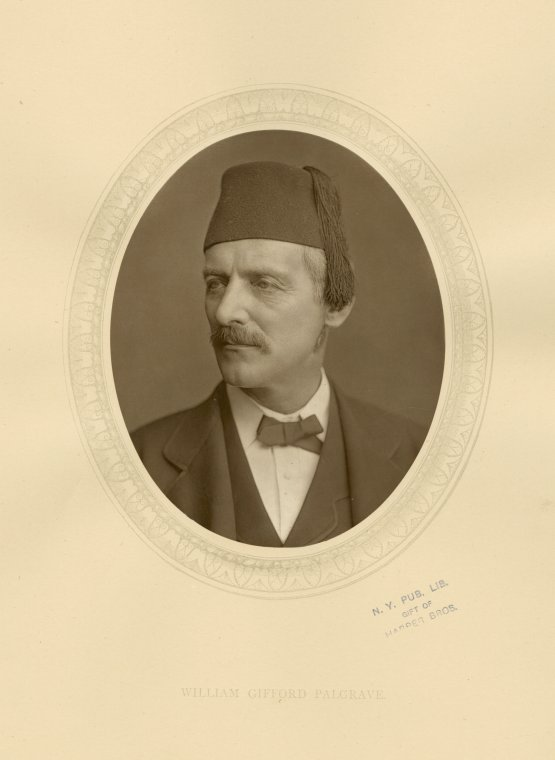
William Gifford Palgrave.

### Els primers viatges a l'estranger i la conversió al catolicisme
Va passar de la universitat a l'Índia, i va servir durant un temps al 8è d'infantería nativa de Bombai, H.I.C. Poc després es va convertir en catòlic romà, va ser ordenat sacerdot, es va unir a l'orde dels jesuïtes i va servir com a membre de l'orde a l'Índia, Roma i a Síria, on va adquirir un domini col·loquial de l'àrab.

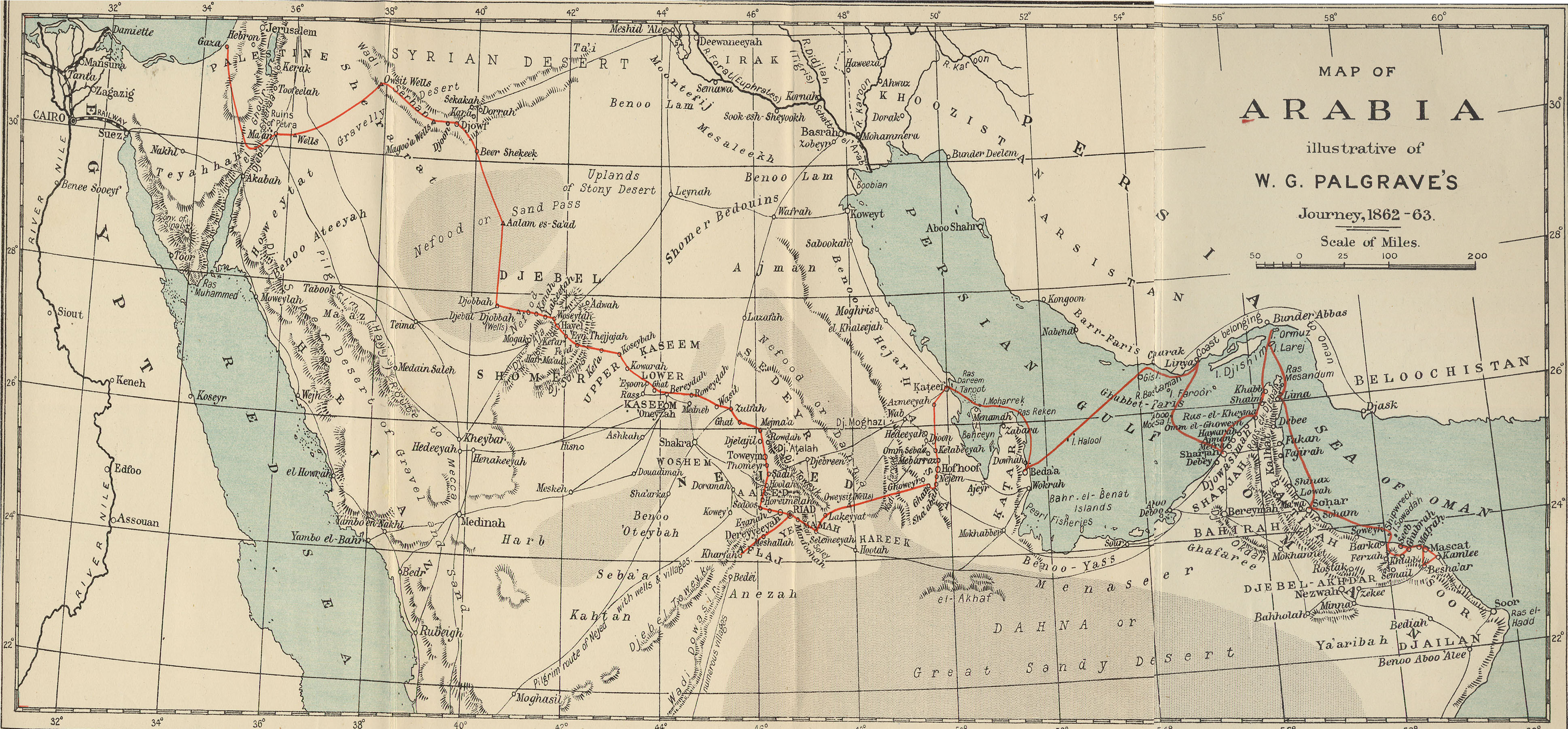
Itinerari de Pelgrave per la península aràbiga.

Va convèncer els seus superiors perquè recolzessin una missió a l'interior de l'Aràbia, que en aquell moment era terra incògnita per a la resta del món. També va obtenir el suport de l'emperador francès, Napoleó III, sota la premissa que un millor coneixement de l'Aràbia beneficiaria els esquemes imperialistes francesos a l'Àfrica i l'Orient Mitjà.

### Viatges a Síria i Orient Mitjà
Palgrave va tornar a Síria, on va assumir la identitat d'un metge sirià que viatjava. Amb les seves bosses amb medicaments i petites mercaderies comercials, i acompanyat d'un criat, va marxar cap a Najd, al centre-nord de l'Aràbia. Va viatjar com a musulmà. El servei que va acabar fent per a la Companyia de Jesús i l'imperi francès va ser com un espia i no com a missioner.
Palgrave es va fer amic de Faisal bin Turki bin Abdullah Al-Saud mentre era a Najd. El fill i hereu de Faisal, Abdullah bin Faisal, va demanar a Palgrave que li aportés estricnina, el que va fer pensar a Palgrave que Abdullah volia enverinar el seu pare.
Palgrave va ser acusat d'espionatge i gairebé va ser executat per les seves creences cristianes.

### Vida posterior i mort
Després de viatjar durant un any des de Síria, passant per Najd, i fins a Bahrain i Oman, va tornar a Europa, on va escriure una narració dels seus viatges. Aquesta narració es va convertir en un èxit de vendes i s'ha reeditat moltes vegades. En aquesta obra no fa menció dels motius encoberts del seu viatge.
Després d'escriure aquest llibre, Palgrave va tornar a fer un gir espiritual i va renunciar a la seva vocació com a sacerdot jesuïta el 1865. Després va entrar al Ministeri d'Afers Exteriors britànic i va ser nomenat cònsol a Sukhum-Kale (Sukhumi) el 1866, i es va traslladar a Trebisonda.) el 1867. El 1868 es va casar amb Katherine, la filla de George Edward Simpson, de Norwich, amb qui va tenir tres fills. Va ser nomenat cònsol a Saint Thomas i Saint Croix el 1873, Manila el 1876 i el 1878 a Bulgària, on va ser nomenat cònsol general. El 1879 es va traslladar a Bangkok i el 1884 va ser nomenat ministre resident i cònsol general a l'Uruguai, on hi va servir fins a la seva mort el 1888.

## Obra
A més del seu treball sobre l'Aràbia Central, Gifford Palgrave va publicar un volum d'assajos sobre qüestions orientals, una narració anomenada Hermann Agha, un esbós de la Guaiana Holandesa i un volum d'assajos titulat Ulisses.